# Dwayne Kemp
Dwayne Richenel Kemp (Rotterdam, 24 februari 1988) is een Nederlandse honkballer die uitkomt als korte stop.
Kemp groeide op als zoon van de oud-international outfielder Adonis Kemp met als jongere broer de honkballer Urving Kemp. Hij begon met honkbal op vijfjarige leeftijd bij de toenmalige hoofdklassevereniging ADO in de jeugdopleiding. Hierna ging hij spelen bij het opleidingsteam van Neptunus, de Unicorns. In 2005 maakte hij zijn debuut in de hoofdklasse voor de hoofdmacht van Neptunus. In 2006 speelde hij met Jong Oranje het wereldkampioenschap in Cuba. Het seizoen erna kwam hij uit in de hoofdklasse voor Sparta/Feyenoord. Hier zou hij twee seizoenen voor spelen waarna hij terugkeerde bij Neptunus.
In 2007 tekende hij een contract bij de organisatie van de Chicago Cubs. Hij was gescout tijdens de European Academy georganiseerd door de Major League Baseball in Tirrenia eerder dat jaar. Hij zou twee seizoenen in de minor league uitkomen voor de Cubs en keerde daarna terug naar Nederland.
In 2009 maakte hij zijn debuut in het Nederlands team tijdens een oefenwedstrijd op 21 februari tegen Eckerd College Tritons in Amerika. Hij maakte deel uit van de voorlopige selectie die in voorbereiding was voor de World Baseball Classic maar haalde uiteindelijk het definitieve team niet. Daarna zou hij tijdens andere toernooien wel uitkomen voor het team waaronder het World Port Tournament 2015.
Op het WK van 2011 werd hij met Nederland wereldkampioen.